# Al Rihla

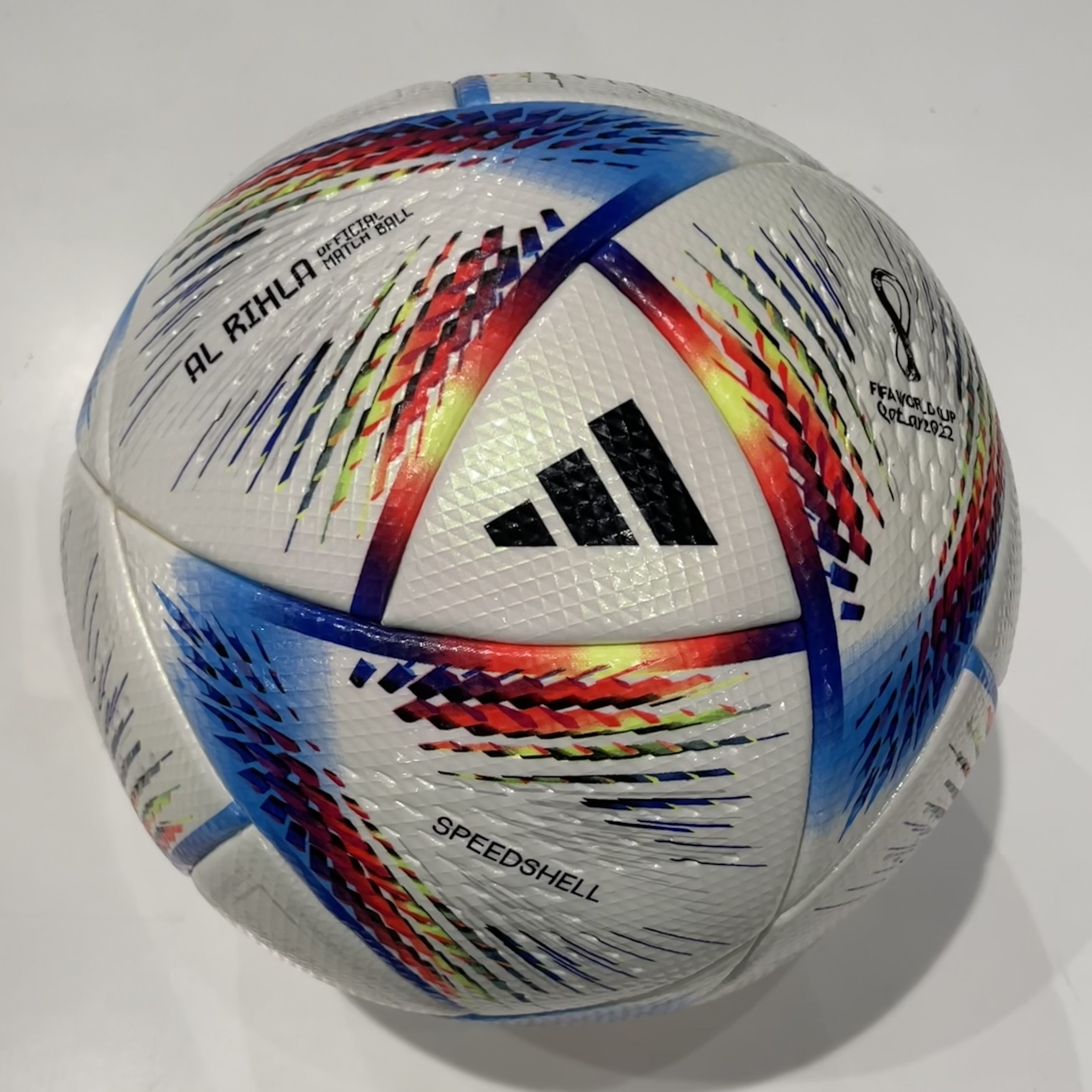
Adidas Al Rihla

Al Rihla (arab. ‏الرحلة‎) – piłka futbolowa firmy Adidas, którą rozgrywano fazę grupową oraz pucharową Mistrzostw Świata w Piłce Nożnej w Katarze w 2022. W jej wnętrzu umieszczono inercyjną jednostkę pomiarową (ang. inertial measurement unit), która dostarcza sędziom VAR szczegółowych danych dotyczących ruchu piłki w czasie rzeczywistym. Jest to pierwsza oficjalna piłka Mistrzostw Świata wykonana z przyjaznych dla środowiska atramentów i klejów.

## Nazwa
Al Rihla w języku arabskim oznacza podróż. Rihla to również tradycyjny gatunek arabskiej literatury dotyczący wypraw.

## Historia
Adidas zaprezentował piłkę 30 marca 2022 roku w Katarze. Wzięło w niej udział dwóch wcześniejszych zdobywców tytułu Mistrza Świata (Kaká z Brazylii i Iker Casillas z Hiszpanii) oraz Farah Jefry z Arabii Saudyjskiej i Nouf Al Anzi ze Zjednoczonych Emiratów Arabskich.

## Wygląd

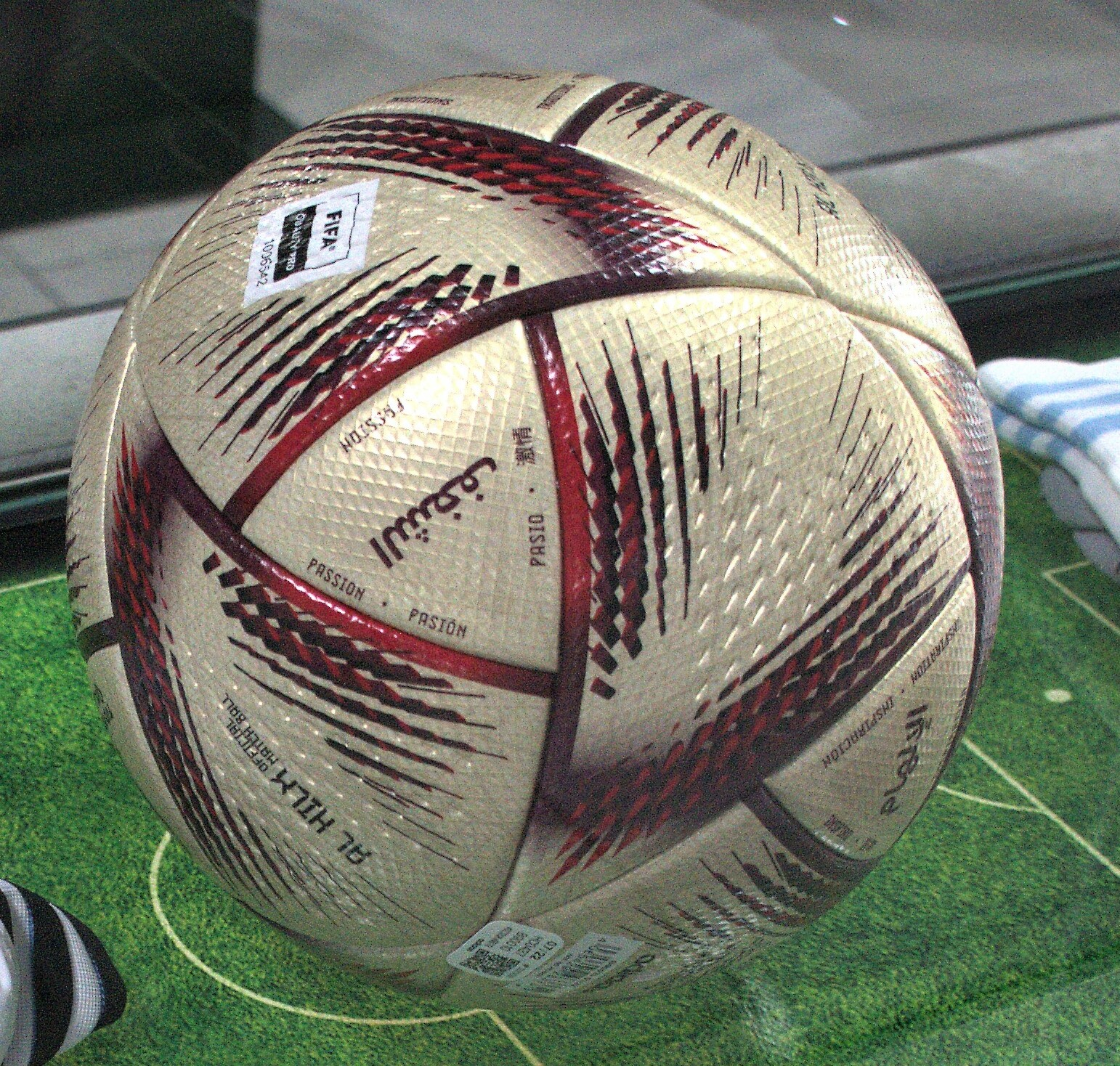
Al Hilm – piłka, którą rozgrywano półfinały, mecz o trzecie miejsce i finał

Według FIFA oprawa wizualna piłki zainspirowana została katarską kulturą i architekturą. Ma ona też nawiązywać do flagi Kataru i tradycyjnej arabskiej łodzi - Dau. Wersja pro wyróżnia się nadrukowanymi na jej powierzchni szarymi napisami w językach: angielskim, chińskim, arabskim, hiszpańskim, francuskim i esperanto: „Football is: Teamwork - Fair play - Collective Responsibility - Passion - Respect” (pol. „Piłka Nożna to: praca zespołowa – uczciwa gra – zbiorowa odpowiedzialność – pasja – szacunek”).
Mecze półfinałowe, finał i mecz o trzecie miejsce zostały rozegrane wersją piłki o zmienionej kolorystyce. Jej nazwa – Al Hilm – oznacza w języku arabskim „marzenie”.

## Produkcja
Adidas zlecił produkcję piłek meczowych egipskiej firmie podległej pakistańskiemu Forward Sports. Tworzenie pamiątkowych egzemplarzy i replik zostało zlecone indonezyjskiemu producentowi Global Way.

## Parametry
- masa – 450 g
- obwód – 70 cm
- ciśnienie – 1100 g/cm²[6]